# Guzmania rauhiana
Guzmania rauhiana är en gräsväxtart som beskrevs av Hans Edmund Luther. Guzmania rauhiana ingår i släktet Guzmania och familjen Bromeliaceae. Inga underarter finns listade i Catalogue of Life.